# Płutnica
Płutnica – struga, dopływ Zatoki Puckiej o długości 9,12 km i powierzchni zlewni 77,27 km².
Nazwę strugi zapisywano m.in. jako Pulnitza (1285), Putnicza (1342), Plutnica (1627); nazwa ta może pochodzić od wyrazu „puta” oznaczającego kałużę, bądź od wyrazu „pula” oznaczającego kobiecy narząd płciowy. Od nazwy strugi pochodzi nazwa miejscowości Puck.
Struga płynie na Pobrzeżu Bałtyckim. Jej źródła znajdują się na obszarze bagiennym Puckich Błot w okolicy Starzyńskiego Dworu. Struga w swoim całym przepływie przebiega bagienną pradoliną dzieląc pofałdowany obszar kęp Swarzewskiej i Puckiej. Zachodnią krawędzią pradoliny strugi są wschodnie krańce Puszczy Darżlubskiej i Wysoczyzny Żarnowieckiej. W ostatnich latach w jej dolinie powstała największa w powiecie puckim farma wiatrowa. 
U ujścia Płutnicy do Zatoki Puckiej znajdują się zatopione pozostałości średniowiecznego portu Pucka z wrakami pięciu średniowiecznych łodzi. U ujścia znajdują się również ostoja ptactwa oraz miejsce widokowe na Zatokę Pucką.